# Erinaceusyllis cryptica
Erinaceusyllis cryptica är en ringmaskart som först beskrevs av Ben-Eliahu 1977.  Erinaceusyllis cryptica ingår i släktet Erinaceusyllis och familjen Syllidae. Inga underarter finns listade i Catalogue of Life.